# Homo gautengensis
Homo gautengensis é uma espécie de hominídeo descoberta na África do Sul. Os restos fósseis descobertos em 1977 nas cavernas Sterkfontein, próxima a Johannesburg, só foram descritos em 2010.